# Спорт във Флоренция
Тази статия предлага информация за основните структури, събития и спортни клубове във Флоренция, Италия.

## Спортни съоръжения
Спортните дейности, практикувани във Флоренция, са разнообразни и оборудвани с множество спортни съоръжения. Основната спортна зона е Кампо ди Марте в североизточната част на града. Там се намират Футболният стадион „Артемио Франки“, Стадионът за лека атлетика „Луиджи Ридолфи“, Бейзболният стадион, множество плувни басейни и тенис кортове. Градът също така поддържа традициите на гребането и конните надбягвания (Хиподрум „Кашине“). В града има и съоръжения за спортове като голф, баскетбол и фехтовка. На север от Флоренция се намира Международният автодром „Муджело“, където всяка година се провежда Гран При на Италия – етап от световния шампионат.

## Футбол
АКФ Фиорентина или по-често наричан Фиорентина, е основният футболен клуб на Флоренция. Играе в Серия А. Основан е на 29 август 1926 г. от маркиз Луиджи Ридолфи Вай да Верацано. Сред неговите успехи, в допълнение към двата международни успеха в Купата на носителите на купи и Купа Митропа, са двете титли в лигата (едната в сезон 1955-1956 и другата в сезон 1968-1969 ), шест Италиански купи и Суперкупата на Италия, както и ролята на първи италиански отбор, достигнал до финала на Шампионската лига на УЕФА през 1956–1957 г., и е един от малкото отбори на европейско ниво, играли във всички финали на основните континентални състезания на УЕФА (Европейска купа-Шампионска лига, Купа на УЕФА-Лига Европа и Купа на носителите на купи).
Другите футболни отбори във Флоренция са Аматьорската футболна асоциация (ASD) „Рондинела Марцоко“, ASD Полиспортива Фиренце Овест, C.S. Порта Романа и Исторически център Лебовски, които се състезават в регионални аматьорски първенства.
Във Флоренция, в квартал Коверчано, се намира техническият център на Италианската футболна федерация, където основно тренира Италианският национален отбор по футбол. Към техническия център се намира и Музеят на футбола.
В града е базирана Италианската професионална футболна лига, известна като Лега Про, основана на 1 август 1959 г. като Национална полупрофесионална лига. която организира и управлява шампионата от Серия C, също е базирана във Флоренция. 

### Исторически флорентински футбол
„Историческият“ флорентински футбол, известен също като „футбол в ливреи“ или „футбол с костюми“, е спортна дисциплина, която води началото си от много древни времена. Днес той е признат от мнозина за бащата на футболната игра, макар че поне в основите си прилича много повече на ръгбито.

## Голф
В града се ражда първата италианска голф асоциация – Флорентинският голф клуб (Florence Golf Club). Във Флоренция има още един голф клуб – „Парк на Флоренция“ (Golf Club Parco di Firenze). 
Полето Уголино е включено от американския писател Крис Сантела сред 50-те най-красиви игрища в света.
Всяка година в града се провежда международният турнир по голф Conte of Florence International Approach Championship – турнир, който се провежда на река Арно близо до Понте Векио с дупки, плаващи във водата. Продължава три дни, като първите два обикновено са запазени за професионалния турнир, а последният за ВИП персони, журналисти и други известни личности.

## Лека атлетика
- A.S.A. Firenze
- ASSI Giglio Rosso
- Atletica ASICS Firenze Marathon
- Atletica Libertas Firenze
- Cral INPS
- G.S. Le Panche Castelquarto
- Gruppo Sportivo A.C. 88
- A.S.D. Prosport Firenze
- Unione Sportiva Ugnano

В града ежегодно се провеждат различни спортни събития, включително Флорентинският полумаратон Вивичитà, Нощният „Сан Джовани“ и важният Флорентински маратон, чийто старт и финал са на Катедралния площад.

## Колоездене
Флоренция няколко пъти е финиширала на етапа, както и на финала на Обиколката на Италия:
- 1989 г. (11 юни: Прато-Флоренция): 22-ри и последен етап на индивидуален хронометър, спечелен от поляка Лех Пясецки
- 2005 г. (15 май: Лампорекио-Флоренция): 8-ми индивидуален етап на часовника Лампорекио-Флоренция, спечелен от американеца Дейвид Забриски
- 2009 г. (22 май: Лидо ди Камайоре-Флоренция): 13-ти етап, спечелен от Марк Кавендиш
- 2013 г. (12 май: Сансеполкро-Флоренция): 9-ти етап, спечелен от Максим Белков

Флоренция е мястото на Световното първенство по шосейно колоездене през 2013 г., което включва част от Тоскана.
Основните колоездачни клубове са: 
- A.C. Promozione Pista
- AICS Ciclismo Firenze
- Associazione Amici del Museo del Ciclismo Gino Bartali
- Associazione A & T Bike
- Associazione Sportiva Alfa Cure
- Bici Sport Team Firenze
- Circolo Due Strade
- Club Glorie Ciclismo Toscano
- Club Toscano 1983
- Florence by Bike
- G.S. Casa della Bici
- G.S. Cicli Conti
- G.S. Everest Galluzzo
- ASD Veloclub Florence by Bike
- G.S. Itala Ciclismo

## Водна топка
- Рари Нант Флоренция (Rari Nantes Florentia) – мъжкият отбор, както и женският отбор, играят в Серия А2. Мъжкият отбор печели следните първи места в италианските първенства: Италианско първенство (1933, 1934, 1936, 1937, 1938, 1940, 1948, 1976 и 1980 г.), Купа на Италия (1976 г.), Трофей на играча (1951 и 1954 г.), както и следните първи места в международните първенства: Купа на носителите на купи (2001 г.) и Купа „Том Хоуд“ (2003 г.).
- Фиорентина Уотърполо (Fiorentina Waterpolo) – женски отбор, шампион на Европа (за първи път за отбор на Флоренция) и на Италия през 2007 г. През 2012 г. се присъединява към Фиренце  Уотър Поло, създавайки Фиренце Уотърполо.
- A.S. Фиренце Палануото: женски отбор играе в серия A2) и мъжки отбор (в серия B)
- Есечи Нуото

## Крикет
- Фиорентина крикет клуб
- Клуб по крикет Флорънс

## Баскетбол
Основният флорентински баскетболен отбор е Палаканестро Фиренце, основан през 1948 г. и разпуснат през 1995 г. Най-успешните му години са 1982-1992 г.: играе в тогавашната A2 (сега Легадуе) и в продължение на четири сезона в Серия A1 (сега Lega A). В шампионата A2 1986-87, след като печели промоция, участва в плейофите за шампионата A1, достигайки четвъртфиналите, където е победен от Диварезе Варезе. 
В допълнение към това има няколко по-малки отбора:
- A.S. Butchers Firenze
- A.S. Fiorentina Basket
- A.S. Firenze 2 Basket
- A.S. Florence Basket
- A.S. Florentia Basket 2002
- A.S. Laurenziana Basket
- Associazione D.L.F. Firenze Basket
- A.S. Dil. Baloncesto Basket Firenze
- Basket Olimpia Legnaia
- Basket Ponte Rosso
- Centro Minibasket Le Volpi Blu
- Florence Basket Fotoamatore
- Freccia Azzurra Firenze Basket
- Lira Basket
- Penta Basket
- Pino Dragons Basket Firenze
- Real Gavinana Basket

## Ръгби
- И Медичеи, разпуснат през 2021 г.
- Ръгби Фиренце 1931 – аматьорски клуб
- A.S. ITI Rugby 2000
- A.S. Rugby I Quadrifogli Firenze 4
- D.D. Circolo 15 Firenze
- Тъгби Фиренце 81
- Rugby Florentia

## Бейзбол
- Фиорентина Бейзбол – носител на скудето през Сезон 1949 и играещ в Серия А

## Американски фубол
- Гвелфи Флоренция – от шампионата 2016 играят в шампионата на Първа дивизия на Italian Football League

## Гребане
- Канотиери Фиренце – спортен клуб по гребане, основан през 1911 г., и базиран в подземията на Уфици

## Кану
- Канотиери Комунали Фиренце – спортна асоциация по кану, базирана близо до моста Да Варацано

## Кънки на лед
- Фиорентина Патинаджо
- Фиренце Олтрарно Патинаджо

## Волейбол
Волейболният отбор на Руини Фиренце (спортно дружество, основано през 1962 г. от пожарникарите) печели 5 шампионски титли на Италия: 1963-64, 1964-65, 1967-68, 1970-71 и 1972-73 г.
Други важни волейболни клубове са Sales Volley Florence, Олимпия Фиренце Волей и Фиренце Овест Палаволо.

## Фехтовка
Флоренция е град със знаменито фехтовално минало. Към над 100-годишния Чирколо Раджети (Circolo Raggetti), основан през 1908 г., през последните години се присъединяват други нововъзникващи дружества:
- Фехтовален клуб „Фиренце Раджети“
- Флорентинска фехтовална академия
- Оръжейна зала „Акиле Мароцо“ (антична, средновековна и ренесансова фехтовка)

## Хокей
- A.C.S. Toscana
- Fiorentina Hockey

## Плуване
- A.S. Nuovi Amici del Nuoto
- A.S. I Delfini
- C.S.F. Indoor Club
- Cral Regione Toscana
- Fiorentina Nuoto
- Fiorentina Nuoto Club
- Nuoto Libero Firenze
- Scuola Sub Firenze
- Società Nazionale Salvamento Firenze
- Nuoto Club Firenze

|  | Тази страница частично или изцяло представлява превод на страницата Sport a Firenze в Уикипедия на италиански. Оригиналният текст, както и този превод, са защитени от Лиценза „Криейтив Комънс – Признание – Споделяне на споделеното“, а за съдържание, създадено преди юни 2009 година – от Лиценза за свободна документация на ГНУ. Прегледайте историята на редакциите на оригиналната страница, както и на преводната страница, за да видите списъка на съавторите. ВАЖНО: Този шаблон се отнася единствено до авторските права върху съдържанието на статията. Добавянето му не отменя изискването да се посочват конкретни източници на твърденията, които да бъдат благонадеждни. |